# Рапото V (Бавария)
Рапото V Баварский (нем. Rapoto V. von Bayern), Рапото II фон Хам (Rapoto II. von Cham; ум. 14 апреля 1099, Регенсбург) — немецкий граф из рода Дипольдингеров-Рапотонидов.
Сын (вероятно — старший) Рапото IV и его жены Матильды. Как и братья — Ульрих Многобогатый (Vielreichen) фон Пассау и Герман (епископ Аугсбурга), был одним из влиятельнейших баварских князей.
Пфальцграф Баварии, граф фон Хам, граф в Интале, граф фон Фобург, граф в Аугстгау, фогт монастырей Св. Эммерана (с 1070), Мюнхмюнстер, Паульсноннен (Миттельмюнстер) и Св. Павла в Регенсбурге.
У Рапото V было столько земель, что по пути из Регенсбурга в Рим и назад он имел возможность останавливаться на ночлег только в своих владениях.
Сторонник императора Генриха IV.
Рапото V был женат на Елизавете Лотарингской, происхождение которой не выяснено. Её считают вдовой Куно I фон Ротт или его сына Куно II, погибшего в 1081 году.
Эта женитьба принесла Рапото V сеньорию Фобург и фогство монастыря Св. Павла в Регенсбурге.
В 1080 году Рапото V наследовал отцу в качестве графа фон Хам и фогта Михаэльбойерна.
С 1082/1086 года пфальцграф Баварии. Этот лён получил как родственник Куно фон Ротта и потомок (по линии своей матери Матильды) пфальцграфа Хартвига II.
В 1090 году Рапото упоминается как граф фон Фобург и фогт монастыря Мюнхсмюнстер, в 1095 — как фогт монастыря Миттельмюнстер в Регенсбурге, в 1097 — как граф в нижних Альпах.
Весной 1099 года во время пребывания в Регенсбурге при дворе Генриха IV Рапото заболел и умер там же 14 апреля. Его наследником стал двоюродный брат — Дипольд III. Пфальцграфство Баварское король отдал Энгельберту I фон Гёрц.